# 윈도우 디스플레이 드라이버 모델
윈도우 디스플레이 드라이버 모델(Windows Display Driver Model, WDDM)은 윈도우 비스타 이후의 운영 체제에서 그래픽 카드 드라이버를 위한 새로운 그래픽 카드 드라이버의 모델이다. 롱혼 디스플레이 드라이버 모델(LDDM)로도 알려져 있다. WDDM 모델은 다이렉트3D 9.0Ex, 다이렉트3D 10을 실행하는 데스크톱 창 관리자를 사용하는 바탕 화면과 응용 프로그램을 렌더링하는 데 필요한 기능을 제공하기 위해 그래픽 카드 드라이버가 사용한다.
다이렉트3D 9.0Ex용 WDDM 드라이버들은 다이렉트3D 10용 WDDM 드라이버와는 차이가 있으며, 서로 호환되지 않는다. 다이렉트3D 9 계열 WDDM 드라이버들은 WDDM 1.0 드라이버로 불리며, WDDM 2.0은 다이렉트3D 10 계열 드라이버라고 불린다. 후자의 경우 다이렉트3D 10 지원 하드웨어를 요구한다.

## 개요
WDDM 드라이버는 이전의 디스플레이 드라이버 모델에서 제공되지 않았던 세 가지 기능을 사용한다.
- 가상화된 비디오 메모리
- GPU 인터럽트
- 다이렉트3D 표면의 프로세스 간 공유
- 강화된 오류 허용성

## WDDM 1.1
윈도우 7에는 WDDM v1.1의 기능이 추가되었으며 WinHEC 2008에서 이 새로운 버전의 자세한 면모가 드러났다. 새로운 기능은 다음과 같다:
- 2차원 GUI 하드웨어 가속 기능이 DXGI 1.1에서 GDI[2]와 Direct2D/DirectWrite를 통해 다시 추가되었다.
  - 비트블릿, 스트레치비트, 투명비트(TransparentBlt)
  - 알파 블렌딩, 색 채우기
  - 클리어타입 글꼴 지원
- DXVA-HD DDI[3]
- 하드웨어 비디오 오버레이 DDI[4]
- 선택적 AES 128 암호화
- 암호화된 영상물의 선택적 디코딩
- 다중 그래픽 카드, 다중 모니터 설정에서 다중 드라이버 지원

GDI와 Direct2D/다이렉트라이트의 하드웨어 가속 기능은 윈도 7에서 메모리의 영향을 줄여 준다. 그 까닭은 DWM 컴포지션 엔진은 윈도우 비스타에서와 마찬가지로 더 이상 GDI/GDI+에 쓰이는 모든 표면의 시스템 메모리 복사본을 유지할 필요가 없기 때문이다.
WDDM 1.1 드라이버, Direct2D/DirectWrite의 2차원 그래픽 가속의 지원은 윈도우 비스타 플랫폼 업데이트를 통해 SP2이상의 업데이트를 설치하면 사용할 수 있으나 비스타의 GDI/GDI+는 소프트웨어 렌더링에 계속 의지할 것이다.

## WDDM 1.2
윈도우 8에는 WDDM v1.2의 기능이 추가되었으며 Windows BUILD 2011 conference에서 처음으로 기능을 선보였다. 성능 향상뿐만 아니라 스테레오스코피렌더링 및 비디오 재생에 대한 지원이 포함되었다. 다른 주요 특징은 선점형 멀티태스킹이 추가되었다.

## WDDM 1.3
윈도우 8.1에는 WDDM v1.3의 기능이 추가되었으며 무선 디스플레이(미라캐스트)가 추가되었다.

## WDDM 2.0
WinHEC 2006에서 마이크로소프트는 WDDM의 주된 변경에 대한 계획 방안을 이야기하였다. (WDDM이 그래픽 처리 장치에 대한 다중작업을 더 잘 스케줄링할 수 있게 하는 것에 대함) 마이크로소프트사에 따르면 WDDM 1.0은 초보적인 작업 스케줄링만을 담당한다고 하였다. 윈도우 10에서 WDDM 2.0 드라이버로 업데이트된다. 해당 버전 모델을 지원해야 Windows 10 RS3 작업관리자의 GPU 점유율 표시가 가능하다.

## 같이 보기
- 윈도우 드라이버 모델